# Szkoła Zimowa Artylerii
Zimowa Szkoła Artylerii – wyższa szkoła wojskowa założona w 1819 roku. Mieściła się w budynku Szkoły Wojskowej Aplikacyjnej na ulicy Miodowej w Warszawie.
Zajęcia w niej odbywały się w okresie zimowym. Wówczas przybywali do niej podoficerowie i pogłębiali teorię. Po odbyciu półrocznego kursu wracali do swych pułków i awansowali na oficerów. Oficerowie również mogli przechodzić kursy doszkalające. Szkoła cieszyła się pewną niezależnością od wielkiego księcia Konstantego.
Komendantem szkoły został Valentin d'Hautervie. Tak scharakteryzował szkołę Józef Jaszowski: "[...] klas było dwie, wyższa i niższa, profesorami byli: Skrodzki i Kitajewski, profesorowie uniwersytetu do dawania fizyki i chemii po godzinie w tygodniu, kapitan inżenierów Koroiot dawał fortyfikacji i jeometrii wykreślanej przez 6 i 3 godzin, kapitan artylerii Bem dawał artylerii przez 6 godzin, ja matematyki przez 12 godzin w tygodniu i to była klasa wyższa; w niższej dawali matematyki porucznicy Błeszyński i Piotrowski. W wyższej klasie było pomiędzy słuchaczami oficerów z gwardii artylerii konnej rosyjskiej, i z naszej artylerii jedenastu, podchorążych i podoficerów rosyjskich było pięciu, a polskich dwudziestu. Szkoła szła wybornie, młodzież przykładała się z wielką chęcią, bo szło jej o awans". Do dyspozycji szkoła miała 2 działa. Ukończyło ją 54 oficerów artylerii.

### Pamiętniki
- Jaszowski Józef, Pamiętnik dowódcy rakietników konnych, Warszawa 1968.

### Opracowania
- Kiersnowski Aleksander, Historia rozwoju artylerii, Oświęcim 2010.
- Łoś Roman, Artyleria Królestwa Polskiego 1815-1830, Warszawa 1969.
- Szmyt Andrzej, Generał Józef Wysocki (1809-1873) w służbie Polaków i Węgrów, Olsztyn 2001.
- Tokarz Wacław, Armja Królestwa Polskiego, Piotrków 1917.